# Wangen (Stuttgart)
Pour les articles homonymes, voir Wangen.
Wangen est un quartier (Ortsteil) de la ville allemande de Stuttgart (dans le Bade-Wurtemberg).
Le quartier, situé sur la rive gauche du Neckar, est entouré des quartiers de Hedelfingen, d'Untertürkheim et de Stuttgart-Ost (Gaisburg).